# 休暇村近江八幡
休暇村近江八幡（きゅうかむらおうみはちまん）は滋賀県近江八幡市にある国民休暇村。

## 概要
一般財団法人休暇村協会が運営する宿泊施設であり、すぐ近くには宮ヶ浜水泳場がある。なお、当館の浴場は近江八幡市内では唯一の天然温泉となっており、「宮ヶ浜の湯」という名で親しまれている。

## 沿革
- 1962年（昭和37年） - 財団法人国民休暇村協会により開設される[2][注 1]。
- 1998年（平成10年） - リニューアルが行われる。
- 2003年（平成15年） - 天然温泉「宮ヶ浜の湯」がオープンする。
- 2010年（平成22年）
  - 3月15日 - 西館がリニューアルオープンする。
  - 3月19日 - 西館に近江牛販売コーナー、「村のお肉屋さん」がオープンする。

## 客室
西館と東館は滋賀県道25号彦根近江八幡線を隔てたところにそれぞれ所在する。客室は西館に35室、東館に60室ある（総客室数は95）。なお、各館の内訳は下表のとおりであるが、客室内にある風呂は温泉ではない。

### 西館
眼下に琵琶湖を眺めることができる。客室はすべて和室である。
| 客室名           | 客室数 | 風呂 | 備考         |
| ---------------- | ------ | ---- | ------------ |
| 和室20畳         | 1      | ×    | 最大10名まで |
| 和室10畳（西館） | 6      | 〇   |              |
| 和室10畳（西館） | 28     | ×    | シャワーあり |

### 東館
高台に位置するため、琵琶湖を広く見渡すことができる。こちらには洋室もある。
| 客室名           | 客室数 | 風呂 | 備考                                   |
| ---------------- | ------ | ---- | -------------------------------------- |
| 和室10畳（東館） | 3      | 〇   |                                        |
| 和室10畳（東館） | 48     | ×    | シャワーあり                           |
| 洋室（ツイン）   | 9      | 〇   | ※一部客室はエキストラベッド（3名）対応 |

## お食事
※「夕食」に記した会席料理は一部を除き、「日帰り食事のみ」で味わうこともできる。
夕食
- 近江牛を使った会席料理（※内容は季節ごとに変わる）または近江牛ディナービュッフェのどちらかとなる。

朝食
- 発酵食品（塩麹、甘酒など）を使用したオリジナルビュッフェ。なお、前日までに予約するとステーキ（別料金。1日10食限定）をいただくことができる[6]。

## 館内施設
※ロビーには「クラフトコーナー」という工作体験コーナー（有料）が設けられている。
西館
- 温泉大浴場
- コインランドリー
- 休暇村ホール（大会議室）
- 大広間
- レストラン（※昼食時間帯は休み）
- 村のお肉屋さん（近江牛販売コーナー）
- テラス
- 売店
- 喫茶コーナー
- 喫煙コーナー

東館
- 露天風呂
- 温泉大浴場
- サウナ
- コインランドリー
- 大広間
- レストラン
- 休暇村文庫コーナー
- 売店
- 喫茶コーナー
- 喫煙コーナー

## 屋外施設
※当館周辺の施設は周辺を参照。
- ウォーキングコース
- 芝生広場
- グラウンドゴルフ
- 休暇村ファミリープール（有料）
- キャンプ場（※日帰り利用も可）[7]

## 周辺
- 宮ヶ浜水泳場 - かつては「鳥人間コンテスト選手権大会」の会場だった。
- 伊崎寺
- 長命寺

## アクセス
公共交通機関
- JR東海道本線（琵琶湖線）および近江鉄道八日市線（万葉あかね線）近江八幡駅から近江鉄道バス（休暇村行き）で休暇村停留所下車。

※同駅から無料送迎バスあり（要予約）。
自動車
- 名神高速道路竜王ICから長命寺経由で約35分、大中町経由で約40分。